# Бубново (Зубцовский район)
Бубново — деревня в Зубцовском районе Тверской области, входит в состав Вазузского сельского поселения.

## География
Деревня расположена на берегу речки Шешма в 11 км на юго-восток от районного центра Зубцова. 

## История
В 1811 году в селе была построена каменная Христорождественская церковь с 3 престолами, метрические книги с 1800 года.
В конце XIX — начале XX века село являлось центром Бубновской волости Зубцовского уезда Тверской губернии. 
С 1929 года деревня входила в состав Никольского сельсовета Зубцовского района Ржевского округа Западной области, с 1935 года — в составе Калининской области, с 1994 года — в составе Никольского сельского округа, с 2005 года — в составе Вазузского сельского поселения. 

## Население
| 1859 | 2002 | 2010 |
| ---- | ---- | ---- |
| 202  | ↘17  | ↗18  |